# Active Raid
Active Raid: kidō kyōshūshitsu dai-hachigakari (アクティヴレイド 機動強襲室第八係?, Akutivu Reido kidō kyōshūshitsu dai-hachigakari, lett. "Active Raid: ottava unità della terza squadra mobile d'assalto, quinta divisione della pubblica sicurezza speciale") è una serie televisiva anime coprodotta da Production IMS ed Orange per la regia di Gorō Taniguchi e Noriaki Akitaya, trasmessa in Giappone dal 7 gennaio al 26 settembre 2016.

## Trama
In un prossimo futuro 2035,  parte della città di Tokyo è dovuta essere evacuata a seguito di un grave movimento franoso che ha fatto sprofondare un vasto territorio, e le zone rimaste, sovrappopolate all'inverosimile, sono diventate come molte altre metropoli del Giappone un ricettacolo di degrado e delinquenza.
Per ovviare al costante aumento dei fenomeni criminosi il governo giapponese ha varato una serie di provvedimenti legali molto contestati, come la liberalizzazione del gioco d'azzardo e meno leggi a tutela della privacy; ma soprattutto, ha sfruttato la nuova tecnologia nota come ACTIVE (Armored Combined Tactical Intelligence Vanguard Elements) per creare i Will Wear, esoscheletri meccanici in grado di potenziare notevolmente le capacità fisiche di chi li indossa.
Nell'area di Tokyo, l'utilizzo dei Will Wear nel campo della pubblica sicurezza è strettamente limitato alla sola Ottava Unità, un corpo scelto della polizia metropolitana i cui membri provengono da vari settori sia civili che militari, dalla comune polizia alle forze armate, fino ad ex criminali riqualificati; l'Ottava Unità, non gode di grande popolarità tra l'opinione pubblica, poiché ha la tendenza ad agire in modo il più delle volte poco ortodosso aggirando qualunque tipo di limitazione comunemente imposta alle altre forze di polizia grazie alla propria posizione privilegiata.
Per cercare di riportare l'Ottava Unità entro più rigidi paletti, la giovane cadetta Asami Kazari viene assegnata dai suoi superiori come ufficiale di collegamento tra il quartier generale e l'unità stessa, composta, a differenza di quanto la ragazza si aspettava, non da violenti pazzoidi irrispettosi della legge, ma da un eterogeneo gruppo di simpatici ed enigmatici agenti che pur trovandosi alcune volte a dover agire sopra le righe lo fa al solo scopo di svolgere al meglio il proprio lavoro.

## Personaggi
Takeru Kuroki (黒騎 猛?, Kuroki Takeru)
Doppiato da: Nobunaga Shimazaki
Sōichirō Sena (瀬名 颯一郎?, Sena Sōichirō)
Doppiato da: Takahiro Sakurai
Asami Kazari (花咲里 あさみ?, Kazari Asami)
Doppiata da: Ari Ozawa
Haruka Hoshimiya (星宮 はるか?, Hoshimiya Haruka)
Doppiata da: Shizuka Ishigami
Rin Yamabuki (山吹 凛?, Yamabuki Rin)
Doppiata da: Masayo Kurata
Tomoki Hachijō (八条 司稀?, Hachijō Tomoki)
Doppiato da: Taishi Murata
Hinata Yamabuki (山吹 陽?, Yamabuki Hinata)
Doppiata da: Yūka Aisaka
Mythos (ミュトス?, Myutosu)
Doppiato da: Natsuki Hanae

## Produzione
Annunciata sul numero di novembre 2015 della rivista Newtype della Kadokawa Shoten, la serie televisiva anime è stata diretta da Gorō Taniguchi e Noriaki Akitaya presso gli studi d'animazione Production IMS ed Orange, quest'ultimo dei quali ha sviluppato la computer grafica 3D. Il soggetto è stato scritto da Naruhisa Arakawa, mentre la colonna sonora è stata composta da Kōtarō Nakagawa. La prima parte della serie è andata in onda dal 7 gennaio al 24 marzo 2016, mentre la seconda è stata trasmessa tra l'11 luglio e il 26 settembre dello stesso anno. Le sigle di apertura e chiusura sono rispettivamente Golden Life degli Akino with bless4 e Tōmei na yozora (明な夜空? lett. "Cielo notturno") di Yūka Aisaka, per poi cambiare dall'episodio tredici in Cerulean Squash (セルリアンスカッシュ?, Serurian Sukasshu) di Yūka Aisaka e Field Trip!! di Tomoyo Kurosawa. In Italia e nel resto del mondo, ad eccezione dell'Asia, gli episodi sono stati trasmessi in streaming, in contemporanea col Giappone, da Crunchyroll.

### Episodi
| Nº | Titolo italiano Giapponese 「Kanji」 - Rōmaji                                              | In onda           | In onda |
| Nº | Titolo italiano Giapponese 「Kanji」 - Rōmaji                                              | Giapponese        |         |
| 1  | Codice no. 538 「コードNo.538」 - Kōdo no. 538                                             | 7 gennaio 2016    |         |
| 2  | La distruzione dell'accademia 「学園崩壊」 - Gakuen hōkai                                  | 14 gennaio 2016   |         |
| 3  | La sfida dell'arena 「アリーナからの挑戦」 - Arīna kara no chōsen                          | 21 gennaio 2016   |         |
| 4  | Circuito d'attesa 「旋回空域」 - Senkai kūiki                                              | 28 gennaio 2016   |         |
| 5  | La poker face della scomparsa 「消失のポーカーフェイス」 - Shōshitsu no pōkā feisu         | 4 febbraio 2016   |         |
| 6  | I sogni al di là del crepuscolo 「夢は、彼の方黄昏」 - Yume wa, kare no kata tasogare      | 11 febbraio 2016  |         |
| 7  | Il lungo binario della vita 「ロングレールライフ」 - Rongu Rēru Raifu                      | 18 febbraio 2016  |         |
| 8  | Il rondò di Ulti-maid 「アルティメイドロンド」 - Aruti-meido rondo                         | 25 febbraio 2016  |         |
| 9  | Nel nome della Logos 「ロゴスの名のもとに」 - Rogosu no na no moto ni                      | 3 marzo 2016      |         |
| 10 | Il conquistatore invisibile 「姿なき征服者」 - Sugata naki seifuku-sha                     | 10 marzo 2016     |         |
| 11 | Stile giapponese 「ジャパンスタイル」 - Japan Sutairu                                      | 17 marzo 2016     |         |
| 12 | Per chi esiste l'ordine? 「誰がための秩序」 - Dare ga tame no chitsujo                     | 24 marzo 2016     |         |
| 13 | L'uomo venuto dall'Occidente 「西から来た男」 - Nishi kara kita otoko                      | 11 luglio 2016    |         |
| 14 | Vendetta senza fine 「果てなき復讐者」 - Hate naki fukushū-sha                             | 18 luglio 2016    |         |
| 15 | L'angelo e il dio della distruzione 「天使と破壊神」 - Tenshi to hakaishin                 | 25 luglio 2016    |         |
| 16 | Mythos, ancora una volta 「再びのミュトス」 - Futatabi no Myutosu                          | 1º agosto 2016    |         |
| 17 | Chi ci guadagna? 「利するは誰か」 - Ri suru wa dare ka                                     | 8 agosto 2016     |         |
| 18 | Il contrattacco di Rudra 「逆襲のルドラ」 - Gyakushū no Rudora                             | 15 agosto 2016    |         |
| 19 | Dichiarazione di voyeurismo assoluto 「絶対ピーピング宣言」 - Zettai pīpingu sengen        | 22 agosto 2016    |         |
| 20 | Lo straniero nel vento 「異邦人は風のなか」 - Ihōjin wa kaze no naka                       | 29 agosto 2016    |         |
| 21 | Non entrare in azione, ottava unità! 「第八係 出撃せず」 - Dai-hachigakari shutsugeki sezu | 5 settembre 2016  |         |
| 22 | Banchetto d'addio 「訣別の宴」 - Ketsubetsu no utage                                       | 12 settembre 2016 |         |
| 23 | Il sogno di un idolo 「偶像の夢」 - Gūzō no yume                                           | 19 settembre 2016 |         |
| 24 | Giorni meravigliosi 「素晴らしき日常」 - Subarashiki nichijō                               | 26 settembre 2016 |         |